# Roger Hawkins
Roger Hawkins (16. října 1945 – 20. května 2021) byl americký bubeník.
Narodil se ve městě Mishawaka v Indianě, ale vyrůstal v Alabamě; první bicí soupravu dostal ve třinácti letech. Od šedesátých let pracoval jako studiový hudebník, byl členem uskupení Muscle Shoals Rhythm Section, se kterým doprovázel mj. Arethu Franklinovou, Wilsona Picketta a Percyho Sledge. Spolu s ostatními členy byl v roce 1995 uveden do Alabamské hudební síně slávy. V letech 1972–1973 vystupoval s anglickou skupinou Traffic. Během své kariéry hrál na stovkách alb. Zemřel v alabamském Sheffieldu ve věku 75 let. Časopis Rolling Stone jej zařadil na 31. místo žebříčku 100 nejlepších bubeníků všech dob.